# Chloroplast DNA
Chloroplaster har deres eget arvemateriale, chloroplast DNA', 'ctDNA eller cpDNA.
I 1986 blev tobaksplantens cloroplast DNA sekventeret (se det interaktive diagram med angivelse af genprodukter). Siden er mange cpDNA'er blevet bestemt, og cpDNA består typisk af 120.000-170.000 basepar i et cirkulært chromosom, Men der er eksempler på at det cirkulære chromosom er brudt op i mindre og ganske små plasmider med et til tre gener.

## Gener
I de fleste planter koder chloroplastgenomet for omkring 120 gener. Generne koder primært for komponenter i det fotosyntetiske maskineri og faktorer, der er involveret i deres ekspression og samling. På tværs af alle landplanter er sættet af gener i chloroplastgenomet ret konserveret med fire rRNA'er, omkring 30 tRNA'er, 21 ribosomale proteiner og 4 underenheder af chloroplast RNA-polymerasekomplekset. Den store Rubisco-underenhed og 28 fotosyntetiske thylakoidproteiner er også kodet i chloroplastgenomet.

## Eksterne links og henvisninger
1. ↑  C.Michael Hogan. 2010. Deoxyribonucleic acid. Encyclopedia of Earth. National Council for Science and the Environment. eds. S.Draggan and C.Cleveland. Washington DC
2. ↑  "ctDNA — chloroplast DNA". AllAcronyms.com. Hentet 2. januar 2013.
3. ↑  The Oxford Dictionary of Abbreviations. ctDNA—Dictionary definition. 1998.
4. ↑  Dann, Leighton (2002). Bioscience—Explained (PDF). Green DNA: BIOSCIENCE EXPLAINED.
5. ↑  "Chloroplasts and Other Plastids". University of Hamburg. Arkiveret fra originalen 20. oktober 2013. Hentet 27. december 2012.
6. ↑  Burgess, Jeremy (1989). An introduction to plant cell development. Cambridge: Cambridge university press. s. 62. ISBN 0-521-31611-1.
7. ↑  Chloroplast RNA polymerases: Role in chloroplast biogenesis. Bioenergetics 2015

- Kidnapning af bakterie blev starten på alle planter. Videnskab.dk